# Ваттиеза
Ваттиеза (лат. Wattieza) — род вымерших деревьев, существовавших во времена среднего девона и принадлежавших к кладоксилеевым, близким родственникам современных папоротников и хвощей.

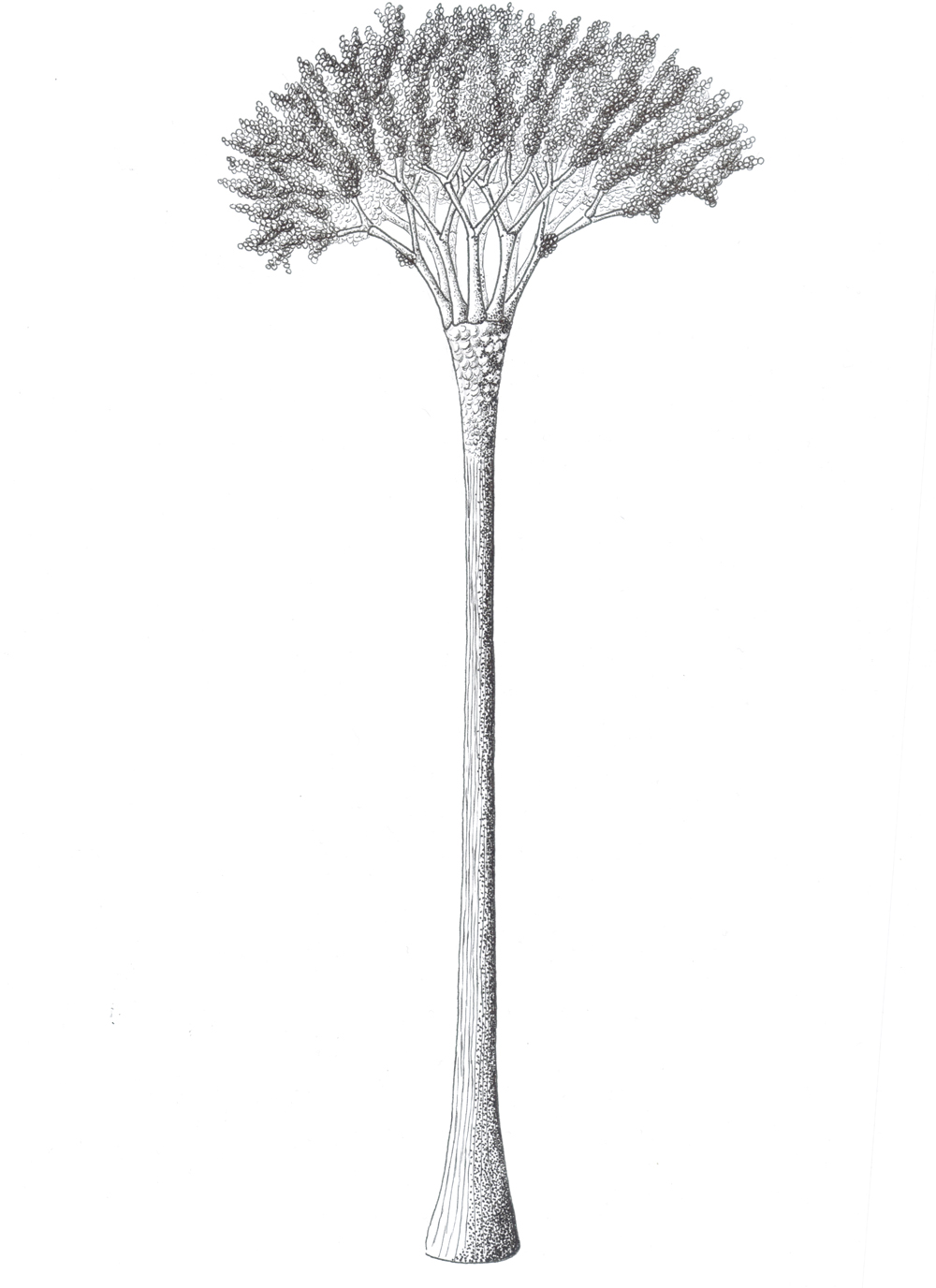
Реконструкция ваттиезы

У ваттиезы была неразвита корневая система. Больше всего ваттиеза внешне напоминала современную пальму (её рост достигал от 7 до 9 метров). Биологи отнесли её к папоротниковидным, только к очень специфическим. По факту, это переходная форма между папоротником и деревом, которая чем-то напоминает современные растения, а чем-то — водоросли. Вместо листьев у ваттиезы была вайя.
Эти растения были ещё довольно примитивными. Они размножались спорами и отличались нетребовательностью к условиям окружающей среды, что и позволило им захватить практически всю планету.

## Ископаемые остатки
Первые отпечатки фрагментов подобных деревьев были найдены ещё в начале XX в., но открытие этого вида произошло только в 2005 году (публичная огласка в 2007 году) в округе Скохари, штате Нью-Йорк. После спавшего наводнения около Нью-Йорка на поверхности земли показались слои горной породы возрастом более 380 млн лет с отпечатками нижней части стволов деревьев. Это были не корни — корней у растений тогда ещё не было. Затем нашли отпечатки кроны и кусочки ствола, по которым учёные смогли составить представление о высоте дерева — больше 8 метров. Эти окаменелости были описаны как самые ранние известные деревья. Теперь учёные установили, что это было очень высокое дерево с прямым голым стволом и небольшой кроной на верхушке. Дерево, названное «ваттиеза», принадлежало к группе древних папоротников.
В 1968 году бельгийский палеоботаник Франсуа Штокманс описал Wattieza givetiana по собранным ископаемым вайям, принадлежавшим среднему девону в массиве Лондон-Брабант в Бельгии.
Английский геолог и палеоботаник Крис Берри описал Wattieza casasii в 2000 г. по окаменелым ветвям, собранным из отложений среднего девона (зелёные аргиллиты и сланцы у основания формации Кампо-Чико, Живетиан) в Кано-Колорадо, хребет Перия, Венесуэла.

## Места обитания
Предположительно ваттиеза произрастала на болотной местности, на что указывало её вздутое основание ствола (что не редкость для болотных растений). Условия, в которых развивалось это растение, не отличались стабильностью. Анализ отложений из соседних мест свидетельствует о том, что время от времени здесь наблюдалось значительное повышение уровня внутреннего моря и затопление леса.